# Tiburce Oger
Pour les articles homonymes, voir Oger.
 (octobre 2017).
Si vous disposez d'ouvrages ou d'articles de référence ou si vous connaissez des sites web de qualité traitant du thème abordé ici, merci de compléter l'article en donnant les références utiles à sa vérifiabilité et en les liant à la section « Notes et références ».
Œuvres principales
- Gorn
- Orull
- Les Chevaliers d'Émeraude

Tiburce Oger, né le 21 avril 1967 à La Garenne-Colombes, est un scénariste et dessinateur de bande dessinée français.

## Biographie
Tiburce Oger obtient son baccalauréat arts plastiques et intègre ensuite l'école des Beaux-Arts d'Angoulême. Il obtient son diplôme en 1989 puis il passe trois années dans l'industrie du dessin animé (notamment les séries animées Tortues Ninjas, Lucky Luke et Denver, le dernier dinosaure),. Il obtient l'Alph'art avenir au festival d'Angoulême 1991.
Il imagine ensuite l'histoire de Gorn, dont le premier album sort en 1992 chez Vents d'Ouest. Cette série, étalée sur plus de 15 ans, se compose de 11 tomes dont le dernier est sorti en 2008. Il scénarise ensuite Damoiselle Gorge, série dessinée par Christian Paty, toujours pour Vents d'Ouest, ainsi que Neuf Têtes, dessinée par Igor David aux Humanoïdes associés. 
Il est également le dessinateur de Orull le faiseur de nuages sur un scénario de Denis-Pierre Filippi aux éditions Delcourt, une série de quatre tomes qui reste inachevée. Sa série en solo, La Piste des Ombres paraît chez Vents d'Ouest. Il est le scénariste de la bande dessinée Alis, paru en 2008, premier volume de la série Ewen dessinée par Andreï Arinouchkine. Il scénarise deux bandes dessinées avec Patrick Prugne au dessin : la série L'Auberge du bout du monde, qui compte trois tomes parus de 2004 à 2007, et l'album Canoë bay sorti en 2009.
Entre 2007 et 2010, Tiburce Oger travaille en collaboration avec Vincent Perez sur la bande dessinée La Forêt (bande dessinée) dont il est l'illustrateur. La série, publiée chez Casterman, compte 4 tomes.
En 2011, il est associé comme dessinateur à l'écrivaine québécoise Anne Robillard pour créer une bande dessinée adaptée de la série de romans Les Chevaliers d'Émeraude. Le premier tome, Les Enfants Magiques, est paru en 2011. Le premier tirage a atteint 65 000 exemplaires.

## Publications

### En tant que dessinateur
Gorn (dessin et scénario)
1. Même la mort... (Vents d'Ouest, octobre 1992)
2. Le Pacte (Vents d'Ouest, septembre 1993)
3. La Danse des damnés (Vents d'Ouest, septembre 1994)
4. Le Sang du ciel (Vents d'Ouest, septembre 1995)
5. Ceux qui nous hantent... (Vents d'Ouest, août 1996)
6. D'entre les morts... (Vents d'Ouest, septembre 1997)
7. La Chute de l'ogre (Vents d'Ouest, septembre 1998)
8. Mon amour, un soir... (Vents d'Ouest, septembre 1999)
9. Le Chant des elfes (Vents d'Ouest, février 2004)
10. Les Yeux de brume (Vents d'Ouest, octobre 2005)
11. La Mémoire des ombres (Vents d'Ouest, juin 2008)

Orull (scénario de Denis-Pierre Filippi)
1. Rêves de nuages (Delcourt, septembre 2001)
2. Le Géant oublié (Delcourt, septembre 2001)
3. Elline (Delcourt, octobre 2001)
4. Le Souffleur de feu (Delcourt, septembre 2004)

La Forêt (scénario de Vincent Perez)
1. La Forêt (Casterman, juin 2007)
2. Le Logis des âmes (Casterman, novembre 2008)
3. A vida y a muerte (Casterman, janvier 2010)
4. La Veuve noire (Casterman, octobre 2010)

La Piste des ombres (dessin et scénario)
1. Pierres brûlantes (Vents d'Ouest, avril 2000)[4]
2. Trois tombes (Vents d'Ouest, avril 2001)
3. Les Écorchés (Vents d'Ouest, octobre 2002)

La Fontaine aux fables (collectif, Delcourt, novembre 2002)
Les Chevaliers d'Émeraude (scénario d'Anne Robillard)
1. Les Enfants magiques (Casterman, septembre 2011)
2. L'Épreuve du magicien (Casterman, mai 2012)
3. L'Imposteur (Casterman, janvier 2013)
4. Le Garçon foudre (Casterman, novembre 2014)
5. La Première Invasion (Casterman, octobre 2015)

- Wellan (Casterman, novembre 2017)

Buffalo Runner (dessin et scénario, Rue de Sèvres, janvier 2015)
Ma guerre, de La Rochelle à Dachau (dessin et scénario, Rue de Sèvres, février 2017)

### En tant que scénariste
9 têtes
1. La Malle écarlate (Les Humanoïdes associés, février 1998)
2. Neige sur le lac (Les Humanoïdes associés, mars 1999)
3. L'Esprit des étoiles (Les Humanoïdes associés, août 2000)

Damoiselle Gorge
1. La forêt qui dansait (Vents d'Ouest, septembre 1997)[5]
2. Vingt roseaux (Vents d'Ouest, juin 1998)

L'Auberge du bout du monde
1. La Fille sur la falaise (Casterman, août 2004)
2. Des pas sur le sable (Casterman, janvier 2006)
3. Les Remords de l'aube (Casterman, juin 2007)

Ewen
1. Alis (Daniel Maghen, mai 2008)

Canoë bay
1. Canoë bay (Daniel Maghen, mars 2009)

Deux vies
1. Deux vies (Daniel Maghen, septembre 2008)

Go West
1. Go West Young Man

(Grand Angle, novembre 2021)
1. Indians!

(Grand Angle, novembre 2022)

## Récompenses
- 1991 : Alph-Art avenir au festival d'Angoulême
- 2000 : Meilleur dessin pour La piste des ombres tome 1 24e festival de bande dessinée de Chambéry